# Jonathan de los Santos
Jonathan de los Santos, vollständiger Name Jonathan Alexis de los Santos Rodríguez, (* 26. April 1993 in Tacuarembó) ist ein uruguayischer Fußballspieler.

## Karriere
Der nach Angaben seines Vereins 1,65 Meter große Offensivakteur de los Santos spielt für den Tacuarembó FC. In der Spielzeit 2013/14 absolvierte er bei den Norduruguayern 20 Spiele in der Segunda División und erzielte ein Tor. Auch steht er nach dem Erstligaaufstieg dort in der Primera División im Kader. In der Saison 2014/15 wurde er in 19 Erstligaspielen (zwei Tore) eingesetzt. Nach dem Abstieg am Saisonende sind weitere Einsätze oder eine Kaderzugehörigkeit bislang (Stand: 2. Oktober 2016) nicht verzeichnet.